# Octav Botnar
Octav Botnar, pe numele sau originar Oswald Bundorf (21 octombrie 1913, Cernăuți, Bucovina – 11 iulie 1998, Villars-sur-Ollon) a fost om de afaceri și filantrop englez, evreu născut la Cernăuți. În tinerețe a fost activist comunist și membru în Rezistența franceză.

## Biografie

### Copilărie și tinerețe
Octav Botnar numit la naștere Oswald Bundorf s-a născut în 1913 la Cernăuți, pe atunci în Ducatul Bucovina, din posesiunile coroanei austriece în cadrul Imperiului Austro-Ungar
care în 1918 aintrat in componența României. 
În tinerețe a devenit militant comunist și între anii 1932-1936 a fost arestat pentru activitate subversivă.

### În vestul Europei
Dupa ce s-a eliberat din închisoare, a plecat în Franța, si apoi în Spania unde a participat la Războiul Civil din Spania de partea republicană. În cele din urmă, a fost arestat în Franța si apoi s-a înrolat în armata franceză, luând parte la Al Doilea Război Mondial.
Botnar și unitatea lui au căzut prizonieri în mâinile germanilor, dar el a evadat din captivitate și a aderat la Rezistența franceză. 
He returned to Romania in 1946, where he worked at the Chamber of Commerce.[2] In 1951, he married Marcela Perian, who gave birth the next year to their only child, Camelia.[4]

### Întoarcerea in România. Închisoarea
După război în 1946 s-a repatriat în România, unde a lucrat la Camera de Comerț. În 1947 în România a căzut monarhia și s-a consolidat dictatura comunistă. Botnar s-a deziluzionat curând de comunism. 
În 1951 s-a căsătorit cu soția sa,Marcela. În 1960 a început epurarea personalului de origine evreiască de la  Ministerul Comerțului Exterior, în care lucra. Alături de alții, a fost arestat și condamnat
pentru presupuse sabotaje ale economiei. Botnar a fost deținut în închisoare  între 1961-1965.  

### Emigrarea în Occident
A fost pus în libertate în 1965 în cadrul unei amnistii generale, având greutatea de 40 kg la ieșirea din detenție. A primit in cele din urma dreptul de a emigra în Israel, unde a lucrat o vreme la afacere de ciment, apoi a plecat în Germania, fiind din copilărie de cultură germană.  A devenit acolo director la compania de automobile NSU, ulterior achiziționată de Volkswagen
În 1966 s-a stabilit la Worthing în Anglia, unde în 1970-1971 
Botnar a achizitionat drepturi exclusive de a vinde și distribui automobile ale companiei japoneze de automobile Datsun care se afla în ascensiune. Datsun și-a schimbat ulterior numele în Nissan și la mijlocul anilor 1980 firma lui Botnar - Nissan U.K. a devenit cel mai mare importator de automobile din Regatul Unit,deținând 7% din piață și depășind importul de automobile Toyota, care era principalul rival japonez.
Botnar, ca președinte al Nissan U.K., a posedat peste 200 agenții Nissan si a devenit unul din cei mai înstăriți oameni din Marea Britanie.

### Filantropie
Camelia, unicul copil al lui Botnar și al soției sale, Marcela, a murit la 20 ani într-un accident de circulație lângă Stonehenge în 1972. În urma decesului ei Botnar a început un val de donații de caritate care a continuat tot restul vieții sale, și care contrasta cu renumele său de om de afaceri nemilos. Una din cele mai mari donații ale sale a fost cea de 13 milioane de lire sterline pentru Great Ormond Street Hospital din Londra.  

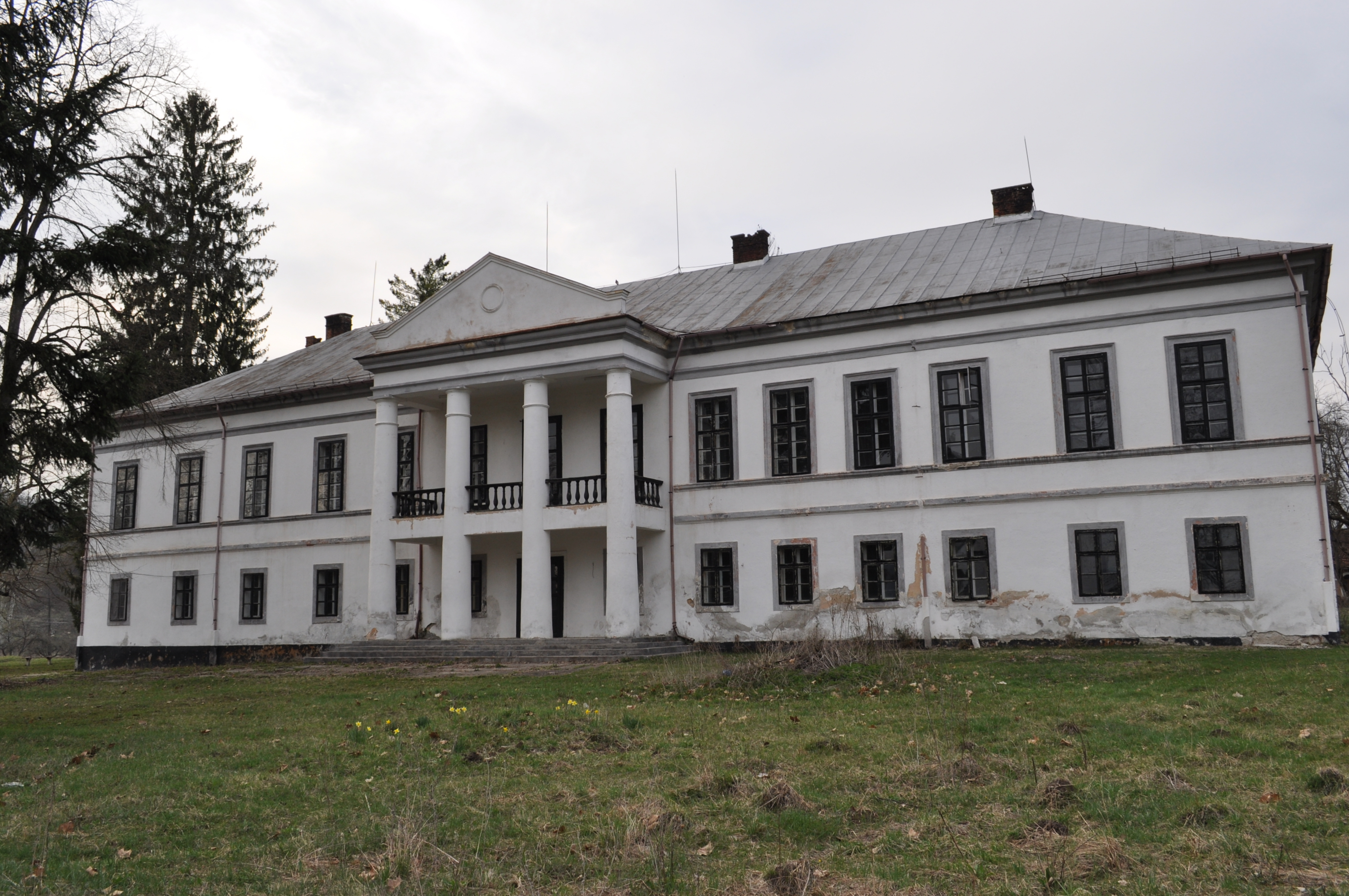
Castelul Salbek din Petriș,. Județul Arad, România

În memoria fiicei sale el a întemeiat Fondul Camelia Botnar. Sediul acestuia, aflat în West Sussex, este activ până astăzi, ajutând mai ales tineretul în finanțarea de stagii și cursuri de învățat meserii,  inclusiv comerț, deschiderea de cariere utile etc.   
. În 2017 compania OMC Investments (o companie de dezvoltare și de investiții în bunuri imobiliare înființată de Botnar) a cumpărat ]Castelul Salbek din Petriș, Arad, din România.
 Castelul, construit în 1811, a fost inspirat  la vremea lui de Casa Albă. 

### Controversa fiscală
În iunie 1991, Autoritățile fiscului britanic au percheziționat sediul Nissan UK, precum și casa lui Botnar și ale altor oficiali ai companiei. Autoritatea fiscală l-a acuzat pe Botnar că s-a sustras de la plata de impozite în valoare de peste 200 de milioane de lire sterline. Ar fi  implicată folosirea unui agent de transport terț pentru a suprataxa în mod deliberat Nissan UK pentru transportul de vehicule din Japonia, astfel încât să-și reducă în mod artificial propriile profituri, reducând astfel expunerea companiei la impozitul pe profit. Botnar a plecat în Elveția și a trăit tot restul vieții acolo în Villars-sur-Ollon. Compania japoneză Nissan a încetat în cele din urmă în 1991 furnizarea de vehicule companiilor lui Botnar.
Deși Botnar a continuat sa se considere nevinovat până la sfârșitul vieții, el a acceptat să plătească 59 de milioane de lire sterline pentru a soluționa cazul. În continuare el a deschis un proces împotriva Fiscului pentru daune și urmărire penală rău intenționată.
El a încetat din viață în exil în Elveția in 1998 in urma unui cancer de stomac.